# Vlădeni (Botoșani)
Vlădeni is een Roemeense gemeente in het district Botoșani.
Vlădeni telt 5018 inwoners.